# Champrond-en-Gâtine
Champrond-en-Gâtine és un municipi francès, situat al departament de l'Eure i Loir i a la regió de Centre – Vall del Loira. L'any 2007 tenia 462 habitants.

## Demografia

### Població
El 2007 la població de fet de Champrond-en-Gâtine era de 462 persones. Hi havia 208 famílies, de les quals 72 eren unipersonals (52 homes vivint sols i 20 dones vivint soles), 64 parelles sense fills, 56 parelles amb fills i 16 famílies monoparentals amb fills.
La població ha evolucionat segons el següent gràfic:
Habitants censats

### Habitatges
El 2007 hi havia 281 habitatges, 211 eren l'habitatge principal de la família, 52 eren segones residències i 18 estaven desocupats. 248 eren cases i 31 eren apartaments. Dels 211 habitatges principals, 153 estaven ocupats pels seus propietaris, 51 estaven llogats i ocupats pels llogaters i 7 estaven cedits a títol gratuït; 4 tenien una cambra, 25 en tenien dues, 48 en tenien tres, 51 en tenien quatre i 84 en tenien cinc o més. 146 habitatges disposaven pel capbaix d'una plaça de pàrquing. A 109 habitatges hi havia un automòbil i a 74 n'hi havia dos o més.

### Piràmide de població
La piràmide de població per edats i sexe el 2009 era:
| Homes | Edats   | Dones |
| ----- | ------- | ----- |
| 0     | 95 o +  | 0     |
| 4     | 90 a 94 | 8     |
| 12    | 85 a 89 | 8     |
| 8     | 80 a 84 | 8     |
| 4     | 75 a 79 | 8     |
| 4     | 70 a 74 | 0     |
| 16    | 65 a 69 | 12    |
| 12    | 60 a 64 | 12    |
| 8     | 55 a 59 | 16    |
| 12    | 50 a 54 | 8     |
| 20    | 45 a 49 | 12    |
| 12    | 40 a 44 | 8     |
| 8     | 35 a 39 | 4     |
| 16    | 30 a 34 | 12    |
| 12    | 25 a 29 | 24    |
| 8     | 20 a 24 | 8     |
| 20    | 15 a 19 | 8     |
| 4     | 10 a 14 | 8     |
| 8     | 5 a 9   | 12    |
| 20    | 0 a 4   | 16    |

## Economia
El 2007 la població en edat de treballar era de 293 persones, 220 eren actives i 73 eren inactives. De les 220 persones actives 199 estaven ocupades (112 homes i 87 dones) i 21 estaven aturades (12 homes i 9 dones). De les 73 persones inactives 28 estaven jubilades, 11 estaven estudiant i 34 estaven classificades com a «altres inactius».

### Ingressos
El 2009 a Champrond-en-Gâtine hi havia 235 unitats fiscals que integraven 517 persones, la mediana anual d'ingressos fiscals per persona era de 17.393 €.

### Activitats econòmiques
Dels 27 establiments que hi havia el 2007, 2 eren d'empreses alimentàries, 4 d'empreses de fabricació d'altres productes industrials, 4 d'empreses de construcció, 3 d'empreses de comerç i reparació d'automòbils, 3 d'empreses de transport, 3 d'empreses d'hostatgeria i restauració, 2 d'empreses d'informació i comunicació, 3 d'empreses de serveis i 3 d'empreses classificades com a «altres activitats de serveis».
Dels 8 establiments de servei als particulars que hi havia el 2009, 1 era una oficina d'administració d'Hisenda pública, 1 taller de reparació d'automòbils i de material agrícola, 2 paletes, 1 fusteria, 1 perruqueria i 2 restaurants.
L'únic establiment comercial que hi havia el 2009 era una fleca.
L'any 2000 a Champrond-en-Gâtine hi havia 13 explotacions agrícoles que ocupaven un total de 936 hectàrees.

## Equipaments sanitaris i escolars
El 2009 hi havia una escola elemental integrada dins d'un grup escolar amb les comunes properes formant una escola dispersa.

## Poblacions properes
El següent diagrama mostra les poblacions més properes.